# Марянув (Ґостинінський повіт)
Марянув (пол. Marianów) — село в Польщі, у гміні Гостинін Ґостинінського повіту Мазовецького воєводства.
Населення — 37 осіб (2011).
У 1975-1998 роках село належало до Плоцького воєводства.

## Демографія
Демографічна структура станом на 31 березня 2011 року:
|          | Загалом | Допрацездатний вік | Працездатний вік | Постпрацездатний вік |
| -------- | ------- | ------------------ | ---------------- | -------------------- |
| Чоловіки | 20      | 5                  | 11               | 4                    |
| Жінки    | 17      | 3                  | 7                | 7                    |
| Разом    | 37      | 8                  | 18               | 11                   |